# Несс (округ)
Несс (англ. Ness County; стандартное обозначение NS) — округ в штате Канзас, США. Официально образован 26 февраля 1867 года. По состоянию на 2010 год, численность населения составляла 3 107 человек.

## География
По данным Бюро переписи США, общая площадь округа равняется 2 784,253 км2, из которых 2 784,253 км2 суша и 0,777 км2 или 0,020 % это водоёмы.

## Население
По данным переписи населения 2000 года в округе проживает 3 454 жителей в составе 1 516 домашних хозяйств и 977 семей. Плотность населения составляет 1,00 человек на км2. На территории округа насчитывается 1 835 жилых строений, при плотности застройки около 1,00-го строения на км2. Расовый состав населения: белые — 98,23 %, афроамериканцы — 0,06 %, коренные американцы (индейцы) — 0,23 %, азиаты — 0,09 %, гавайцы — 0,00 %, представители других рас — 0,49 %, представители двух или более рас — 0,90 %. Испаноязычные составляли 1,51 % населения независимо от расы.
В составе 26,10 % из общего числа домашних хозяйств проживают дети в возрасте до 18 лет, 57,10 % домашних хозяйств представляют собой супружеские пары проживающие вместе, 4,70 % домашних хозяйств представляют собой одиноких женщин без супруга, 35,50 % домашних хозяйств не имеют отношения к семьям, 33,50 % домашних хозяйств состоят из одного человека, 18,30 % домашних хозяйств состоят из престарелых (65 лет и старше), проживающих в одиночестве. Средний размер домашнего хозяйства составляет 2,23 человека, и средний размер семьи 2,83 человека.
Возрастной состав округа: 22,90 % моложе 18 лет, 4,60 % от 18 до 24, 24,00 % от 25 до 44, 24,20 % от 45 до 64 и 24,20 % от 65 и старше. Средний возраст жителя округа 44 лет. На каждые 100 женщин приходится 98,50 мужчин. На каждые 100 женщин старше 18 лет приходится 95,10 мужчин.
Средний доход на домохозяйство в округе составлял 32 340 USD, на семью — 39 775 USD. Среднестатистический заработок мужчины был 27 892 USD против 20 037 USD для женщины. Доход на душу населения составлял 17 787 USD. Около 6,50 % семей и 8,70 % общего населения находились ниже черты бедности, в том числе — 9,50 % молодёжи (тех, кому ещё не исполнилось 18 лет) и 10,20 % тех, кому было уже больше 65 лет.